# 利頓河墨頭魚
利頓河墨頭魚（学名：Garra litanensis）为輻鰭魚綱鯉形目鲤科墨头鱼属的其中一種，該物種被IUCN列為次級保育類動物，分布於亞洲印度，棲息在中底層水域。